# 日尼亚
日尼亚（法語：Gignat，法語發音：[ʒiɲa]）是法国多姆山省的一个市镇，位于该省南部，属于伊苏瓦尔区。

## 地理
日尼亚（45°28'48"N, 3°13'13"E）面积3.49 平方千米，位于法国奥弗涅-罗讷-阿尔卑斯大区多姆山省，该省份为法国中南部省份，北起阿列省接壤，东临卢瓦尔省，南至上盧瓦爾省和康塔爾省，西接科雷兹省和克勒兹省。
与日尼亚接壤的市镇（或旧市镇、城区）包括：昂图万、贝尔戈讷、勒布罗克、沙吕、马勒若勒、圣日耳曼朗布龙。

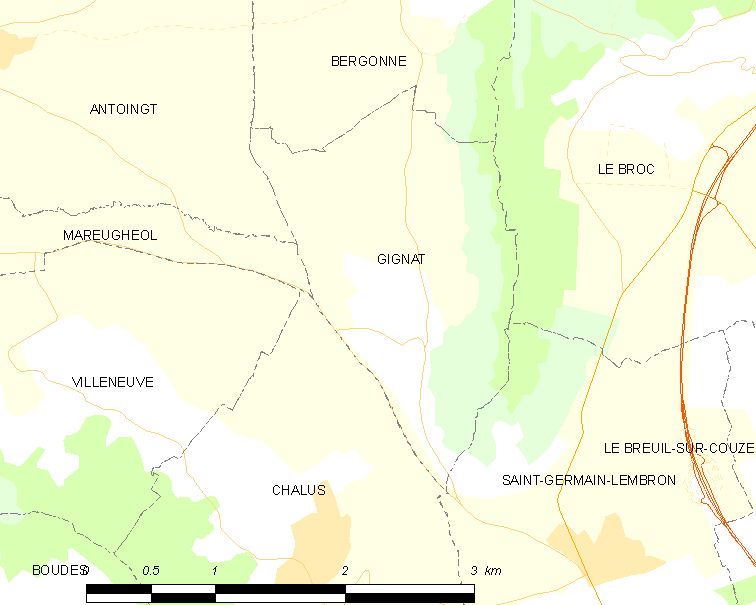
日尼亚的OSM定位图

日尼亚的时区为UTC+01:00、UTC+02:00（夏令时）。

## 行政
日尼亚的邮政编码为63340，INSEE市镇编码为63166。

## 政治
日尼亚所属的省级选区为布拉萨克莱米讷县。

## 人口

1962-2008年间日尼亚人口变化图示

日尼亚于2022年1月1日时的人口数量为254人。